# Lasiodiplodia
Lasiodiplodia is een geslacht van schimmels behorend tot de familie Botryosphaeriaceae. De typesoort is Lasiodiplodia tubericola.

## Soorten
Volgens Index Fungorum telt het geslacht 80 soorten (peildatum februari 2022):
| Soortnaam                      | Auteur(s)                                                                 | Publicatiejaar |
| ------------------------------ | ------------------------------------------------------------------------- | -------------- |
| Lasiodiplodia acaciae          | W. Zhang & Crous                                                          | 2021           |
| Lasiodiplodia americana        | S.F. Chen, G.Q. Li & Michailides                                          | 2015           |
| Lasiodiplodia aquilariae       | Y. Zhang ter & S. Lin                                                     | 2019           |
| Lasiodiplodia avicenniae       | J.A. Osorio, Jol. Roux & Z.W. de Beer                                     | 2016           |
| Lasiodiplodia avicenniarum     | Jayasiri, E.B.G. Jones & K.D. Hyde                                        | 2019           |
| Lasiodiplodia brasiliensis     | M.S.B. Netto, M.W. Marques & A.J.L. Phillips                              | 2014           |
| Lasiodiplodia bruguierae       | J.A. Osorio, Jol. Roux & Z.W. de Beer                                     | 2016           |
| Lasiodiplodia caatinguensis    | I.B.L. Cout., F.C. Freire, C.S. Lima & J.E. Cardoso                       | 2017           |
| Lasiodiplodia chiangraiensis   | N. Wu, Dissan. & Jian K. Liu                                              | 2021           |
| Lasiodiplodia chinensis        | Z.P. Dou & Y. Zhang ter                                                   | 2017           |
| Lasiodiplodia chonburiensis    | Tibpromma & K.D. Hyde                                                     | 2018           |
| Lasiodiplodia cinnamomi        | C.M. Tian & N. Jiang                                                      | 2018           |
| Lasiodiplodia citri            | Av.-Saccá                                                                 | 1917           |
| Lasiodiplodia citricola        | Abdollahz., Javadi & A.J.L. Phillips                                      | 2010           |
| Lasiodiplodia clavispora       | Y. Zhang ter. & Y. Wang                                                   | 2021           |
| Lasiodiplodia crassispora      | T.I. Burgess & P.A. Barber                                                | 2006           |
| Lasiodiplodia curvata          | Y. Zhang ter & S. Lin                                                     | 2019           |
| Lasiodiplodia egyptiaca        | A.M. Ismail, L. Lombard & Crous                                           | 2012           |
| Lasiodiplodia endophytica      | N.I. de Silva, A.J.L. Phillips & K.D. Hyde                                | 2019           |
| Lasiodiplodia euphorbiaceicola | A.R. Machado & O.L. Pereira                                               | 2014           |
| Lasiodiplodia exigua           | Linald., Deidda & A.J.L. Phillips                                         | 2014           |
| Lasiodiplodia fiorii           | Bacc.                                                                     | 1910           |
| Lasiodiplodia frezaliana       | Faurel & Schotter                                                         | 1956           |
| Lasiodiplodia fujianensis      | Y. Zhang ter. & Y. Wang                                                   | 2021           |
| Lasiodiplodia gilanensis       | Abdollahz., Javadi & A.J.L. Phillips                                      | 2010           |
| Lasiodiplodia gonubiensis      | Pavlic, Slippers & M.J. Wingf.                                            | 2004           |
| Lasiodiplodia gravistriata     | M.S.B. Netto & M.P.S. Câmara                                              | 2016           |
| Lasiodiplodia guilinensis      | X.E. Xiao, Crous & H.Y. Li                                                | 2021           |
| Lasiodiplodia henanica         | Z.P. Dou, Y. Wang & Y. Zhang ter.                                         | 2021           |
| Lasiodiplodia hormozganensis   | Abdollahz., Zare & A.J.L. Phillips                                        | 2010           |
| Lasiodiplodia huangyanensis    | X.E. Xiao, Crous & H.Y. Li                                                | 2021           |
| Lasiodiplodia hyalina          | Z.P. Dou & Ying Zhang                                                     | 2017           |
| Lasiodiplodia indica           | Prasher & Gargi Singh                                                     | 2014           |
| Lasiodiplodia iraniensis       | Abdollahz., Zare & A.J.L. Phillips                                        | 2010           |
| Lasiodiplodia irregularis      | Y. Zhang ter & S. Lin                                                     | 2019           |
| Lasiodiplodia jatrophicola     | A.R. Machado & O.L. Pereira                                               | 2014           |
| Lasiodiplodia krabiensis       | Dayarathne                                                                | 2020           |
| Lasiodiplodia laeliocattleyae  | (Sibilia) A. Alves                                                        | 2017           |
| Lasiodiplodia laosensis        | Y. Zhang ter & S. Lin                                                     | 2019           |
| Lasiodiplodia lignicola        | (Ariyaw., Jian K. Liu & K.D. Hyde) A.J.L. Phillips, A. Alves & Abdollahz. | 2013           |
| Lasiodiplodia linhaiensis      | X.E. Xiao, Crous & H.Y. Li                                                | 2021           |
| Lasiodiplodia lodoiceae        | C. Douanla-Meli                                                           | 2021           |
| Lasiodiplodia macroconidia     | Y. Zhang ter & S. Lin                                                     | 2019           |
| Lasiodiplodia macrospora       | A.R. Machado & O.L. Pereira                                               | 2014           |
| Lasiodiplodia magnoliae        | N.I. de Silva, A.J.L. Phillips & K.D. Hyde                                | 2019           |
| Lasiodiplodia mahajangana      | Begoude, Jol. Roux & Slippers                                             | 2010           |
| Lasiodiplodia margaritacea     | Pavlic, T.I. Burgess & M.J. Wingf.                                        | 2008           |
| Lasiodiplodia marypalmiae      | M.S.B. Netto, M.W. Marques, A.J.L. Phillips & M.P.S. Câmara               | 2014           |
| Lasiodiplodia mediterranea     | Linald., Deidda & Berraf-Tebbal                                           | 2014           |
| Lasiodiplodia mexicanensis     | C. Douanla-Meli                                                           | 2021           |
| Lasiodiplodia microconidia     | Y. Zhang ter & S. Lin                                                     | 2019           |
| Lasiodiplodia missouriana      | Úrbez-Torr., Peduto & Gubler                                              | 2012           |
| Lasiodiplodia mitidjana        | A. Alves, A.E. Mahamedi & A. Berraf-Tebbal                                | 2020           |
| Lasiodiplodia nanpingensis     | Y. Zhang ter. & Y. Wang                                                   | 2021           |
| Lasiodiplodia nigra            | Appel & Laubert                                                           | 1907           |
| Lasiodiplodia pandanicola      | Tibpromma & K.D. Hyde                                                     | 2018           |
| Lasiodiplodia paraphysaria     | (Sacc.) Keissl.                                                           | 1918           |
| Lasiodiplodia paraphysoides    | Z.P. Dou, Y. Wang & Y. Zhang ter                                          | 2021           |
| Lasiodiplodia parva            | A.J.L. Phillips, A. Alves & Crous                                         | 2008           |
| Lasiodiplodia plurivora        | Damm & Crous                                                              | 2008           |
| Lasiodiplodia ponkanicola      | X.E. Xiao, Crous & H.Y. Li                                                | 2021           |
| Lasiodiplodia pontae           | I.B.L. Cout., F.C. Freire, C.S. Lima & J.E. Cardoso                       | 2017           |
| Lasiodiplodia pseudotheobromae | A.J.L. Phillips, A. Alves & Crous                                         | 2008           |
| Lasiodiplodia pyriformis       | F.J.J. Van der Walt, Slippers & G.J. Marais                               | 2014           |
| Lasiodiplodia ricini           | Sacc.                                                                     | 1915           |
| Lasiodiplodia rubropurpurea    | T.I. Burgess, P.A. Barber & Pegg                                          | 2006           |
| Lasiodiplodia sterculiae       | Tao Yang & Crous                                                          | 2016           |
| Lasiodiplodia subglobosa       | A.R. Machado & O.L. Pereira                                               | 2014           |
| Lasiodiplodia swieteniae       | Jayasiri, E.B.G. Jones & K.D. Hyde                                        | 2019           |
| Lasiodiplodia syzygii          | C.R. Meng, Qian Zhang & Yong Wang bis                                     | 2021           |
| Lasiodiplodia tenuiconidia     | Y. Zhang ter & S. Lin                                                     | 2019           |
| Lasiodiplodia thailandica      | Trakun., L. Lombard & Crous                                               | 2014           |
| Lasiodiplodia theobromae       | (Pat.) Griffon & Maubl.                                                   | 1909           |
| Lasiodiplodia thomasiana       | Sacc.                                                                     | 1908           |
| Lasiodiplodia tropica          | Y. Zhang ter & S. Lin                                                     | 2019           |
| Lasiodiplodia undulata         | (Berk. & M.A. Curtis) Abbas, B. Sutton, Ghaffar & Abbas                   | 2004           |
| Lasiodiplodia vaccinii         | Y. Zhang ter & L. Zhao                                                    | 2019           |
| Lasiodiplodia venezuelensis    | T.I. Burgess, P.A. Barber & Mohali                                        | 2006           |
| Lasiodiplodia viticola         | Úrbez-Torr., Peduto & Gubler                                              | 2012           |
| Lasiodiplodia vitis            | Tao Yang & Crous                                                          | 2016           |